# サンファン (カードゲーム)
『サンファン』（San Juan）は、ドイツのカードゲームである。アンドレアス・ザイファルトによってデザインされ、2004年にラベンスバーガー社（アレアブランド）から発売された。日本ではメビウスゲームズ社から発売されている。 
プレイ人数は、2 - 4人。プレイ時間は約30分 - 60分。対象年齢は10歳以上。 

## 概要
スペインの植民地時代のプエルトリコを舞台に開拓を進めるボードゲーム『プエルトリコ』を、作者であるザイファルト自身がカードゲームにまとめあげた作品である。本作品は、プエルトリコ最大の港湾都市であるサンファンを舞台に、各プレイヤーが建物の建設や商品の生産・売却などを行い、名声を競う内容となっている。
『プエルトリコ』の特徴である、手番のプレイヤーが選んだ行動を他のプレイヤーも実行できるという「バリアブルフェイズシステム」が、本作品においても取り入られている。また、各カードは建物を表すが、用途によって商品や建設資金の役割も果たすというユニークなシステムを採用しており、類似したシステムを持つ作品も生み出されている。
2014年に、一部のカード内容を調整し、拡張カードを加えた第2版が発売された。2018年には『プエルトリコ・カードゲーム』と改題。日本では2020年に『サンファン2』というタイトルで発売された。

## ルール
ゲームの準備として、各プレイヤーは最初の建物（生産施設）である「インディゴ染料工場」のカードを、自分の場に1枚配置する。残りの建物が描かれたカードはよく切り混ぜた上で山札とし、各プレイヤーに手札を4枚ずつ配る。山札の隣には商館タイル（第2版ではカード）を裏向きに重ねて配置する。最初のラウンドの総督（スタートプレイヤー）を決定し、ゲームを開始する。
各ラウンドは総督から手番をはじめ、順次左隣に手番を移す。手番プレイヤーは、次の5つの行動の中から1つを選び実行する。この際、他プレイヤーも同じ行動を実行するが（パスしてもよい）、手番プレイヤーは他者より有利な行動ができる特権がある。同じラウンド内では、他プレイヤーがすでに実行した行動は選択できない。
- 建築士 - 手札からカードを自分の場に表向きで1枚配置し、建物を建設する。建設時には、カードに記載されているコストと同数のカードを手札から捨てる。特権は「建設コストが1枚軽減される」。

建物は、生産施設と都市施設に大別される。生産施設は手札を増やす手段の1つであり、建設コストが高いほど良い見返りが期待できる。都市施設はカードの運用を有利にするものと、得点計算に関わるものがある。特に、ゲーム終了時にボーナス点を得られる建物はコストが高く設定されている分（通常は6枚）、ゲームの形勢に影響を与える。生産施設の建設には制限がないが、都市施設は同じ建物を複数建設することはできない。
- 監督 - 商品を1つ生産する。山札からカードを1枚引き、好きな生産施設の上に裏向きで重ね、このカードを商品（生産施設によってインディゴ、タバコ、銀など）とみなす。1つの生産施設につき商品は1つのみで、生産施設の空きがない場合は生産できない。特権は「商品をもう1つ生産する」。

- 商人- 商品を1つ売却する。商館タイル（カード）を1枚公開し、それに記載された商品ごとのカード枚数（1枚から3枚まで）を山札から引き、対価として手札に加える。売却した商品は捨て札とする。商品がない場合は売却できない。特権は「商品をもう1つ売却する」。

- 参事会議員 - 山札から2枚カードを引き、そのうち1枚を手札に加える。獲得しないカードは捨て札とする。特権は「山札から他者より3枚多くカードを引く」。計5枚のカードを引けるが、獲得できるカードは1枚のみ。

- 金鉱掘り - 手番プレイヤー以外に効果はない。特権は「山札から1枚カードを引き、手札に加える」。

上記の行動内容は、自分が建設した都市施設の効果によって「特定の建物の建設コストが1枚軽減される」「監督（あるいは商人）にて商品を2つ生産（あるいは売却）できる」「参事会議員にて2枚を手札に加える」などと変化することがある。特権と都市施設の効果は重複するため、例えば建設コストが2枚軽減されたり、商品を3つ生産（あるいは売却）できたりする状況も起こりうる。
プレイ中に山札が尽きた際は、捨て札をよく切り混ぜて新たな山札とする。
全員が1回ずつ手番を行うとラウンドが終了し、総督を左隣のプレイヤーに移す。ゲームの途中で得点を獲得できる都市施設の処理や、手札の調整（7枚を超える手札を持つ者は余剰カードを捨てる）を行い、次のラウンドを開始する。
いずれかのプレイヤーが12個の建物を建設した時点でゲーム終了となる。各プレイヤーは、建設した建物に設定された得点と、一部の都市施設にて獲得できるボーナス点を合計し勝利点とする。最も勝利点が高いプレイヤーが勝者となる。

## 受賞歴
- 2004年：アラカルト・カードゲーム賞 受賞
- 2004年：日本ボードゲーム大賞「国産ゲーム部門」受賞